# Chase Ealey
Chase Ealey (Springield, 20 de julho de 1994) é uma atleta norte-americana especializada no arremesso de peso, bicampeã mundial da modalidade em Eugene 2022 e Budapeste 2023 e campeã da Diamond League de 2022.